# Vrijdagmoskee van Yazd
De Vrijdagmoskee van Yazd (Perzisch: مسجد جامع یزد – Masjid-e-Jāmeh Yazd) is een grote moskee in de Iraanse stad Yazd.

## Geschiedenis
De moskee waarvan de bouw in de 12e eeuw begon is nog steeds in gebruik. De bouw is begonnen tijdens de regering van Ala'oddoleh Garshasb van de Boejidendynastie. De moskee werd grotendeels herbouwd tussen 1324 en 1365, en is een van de opmerkelijkste 14e-eeuwse gebouwen van Iran.

## Beschrijving
De moskee is een duidelijk voorbeeld van de Azeri-stijl binnen de Perzische architectuur. De moskee wordt bekroond door de hoogste twee minaretten in Iran en de gevel van het portaal is versierd met schitterend tegelwerk, overwegend blauw van kleur. Binnen de moskee is een langwerpige binnenplaats, voorzien van arcaden (sahn). Achter de diepliggende iwan naar het zuidoosten bevindt zich een shabestan. Deze ruimte, onder de grote koepel, is prachtig ingericht met faiencemozaïeken: de hoge faience-mihrab, daterend uit 1365, is een van de mooiste in zijn soort.

## Trivia
- De moskee staat afgebeeld op de voorkant van het bankbiljet van 200 Iraanse rial.

## Afbeeldingen

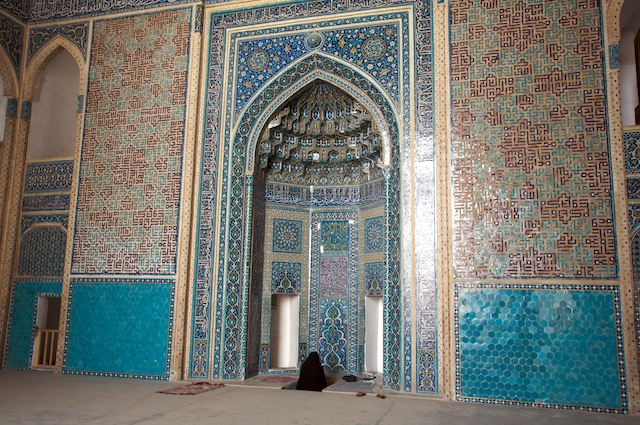
Mihrab
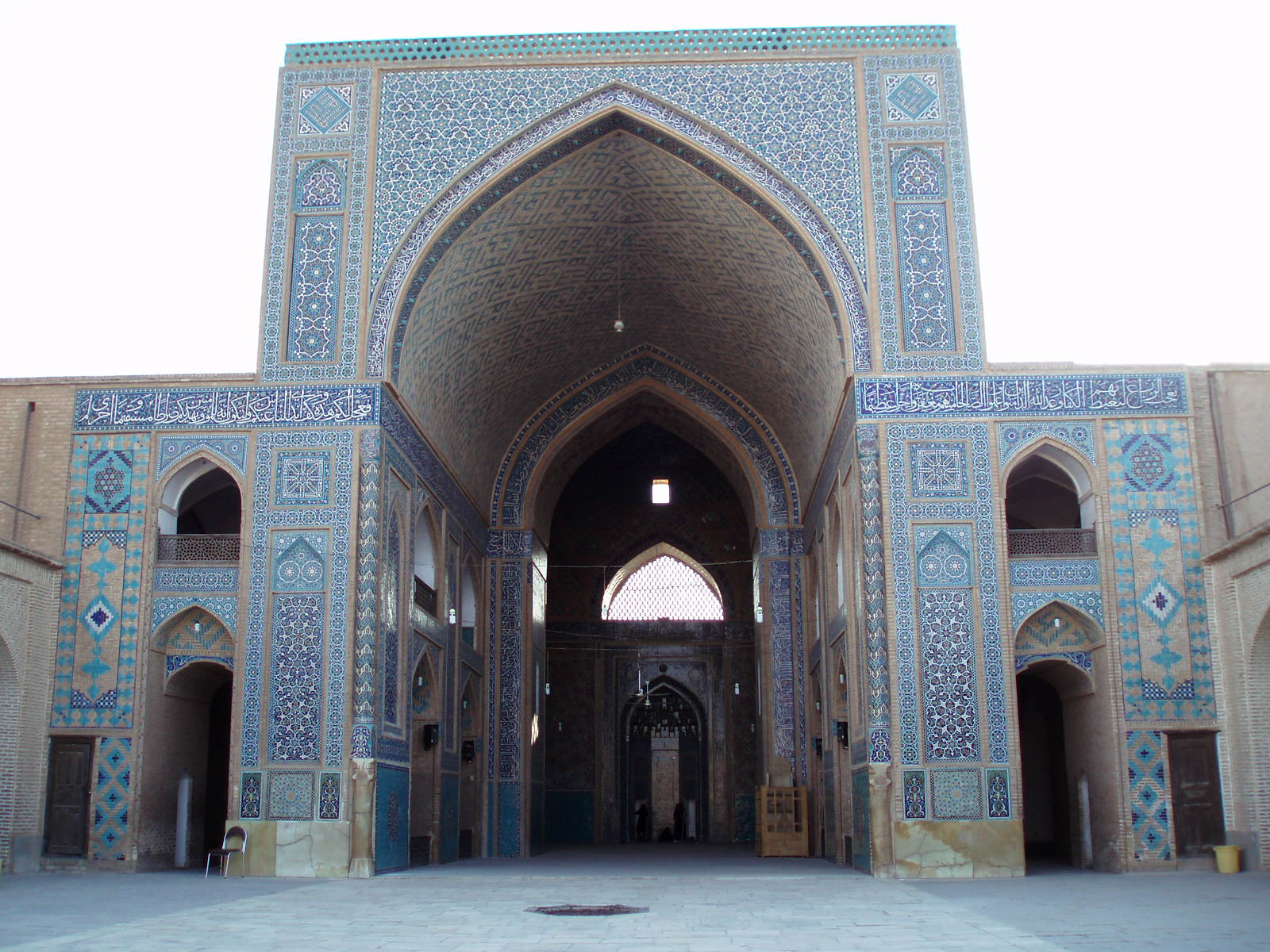
Iwan
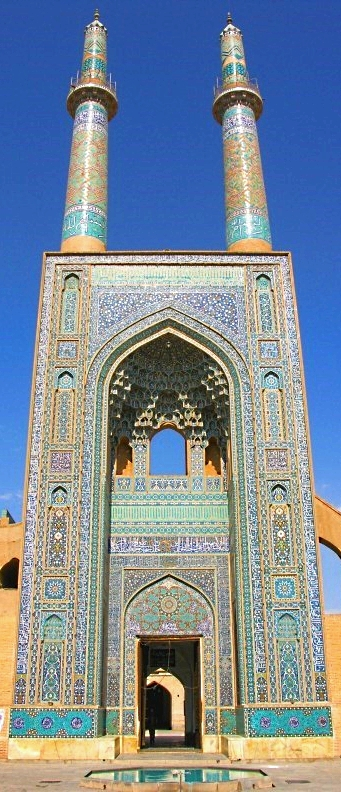
Hoofdportaal
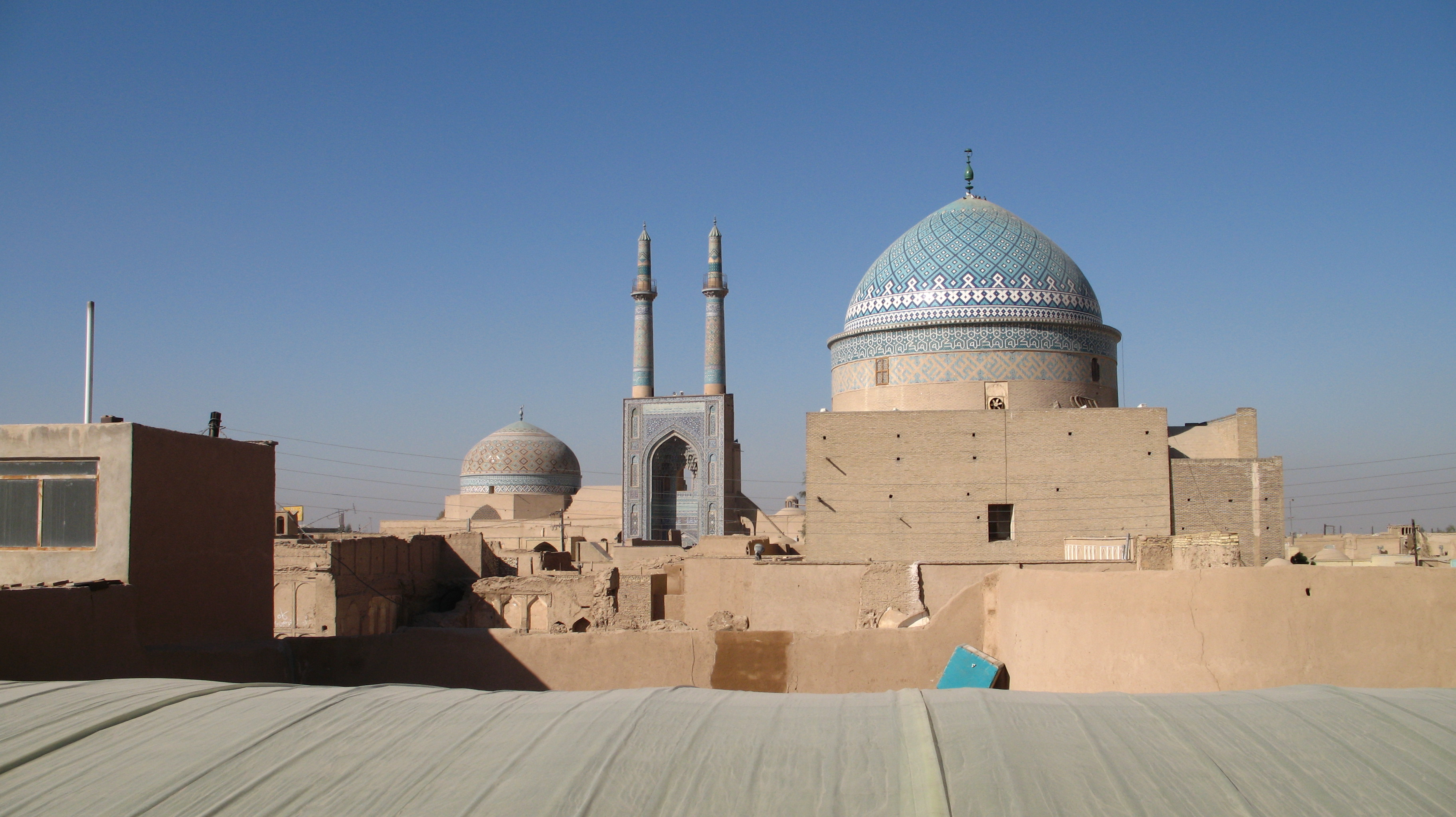
Uitzicht op de vrijdagmoskee